# Buprorus caudatus
Buprorus caudatus är en kräftdjursart som beskrevs av Rolf Dieter Illg och Dudley 1980. Buprorus caudatus ingår i släktet Buprorus och familjen Buproridae. Inga underarter finns listade i Catalogue of Life.